# Зимняя классика НХЛ 2009
Второй матч «Зимней классики» состоялся 1 января 2009 года. В Чикаго на открытой площадке Ригли-филд в 701-й раз в своей истории встретились «Чикаго Блэкхокс» и «Детройт Ред Уингз».
Волевую победу в присутствии 40 000 зрителей одержали гости (4:6).
Вдобавок к зимней погоде (около 0 по Цельсию), Чикаго оправдал прозвище «Город ветров»: порывы во время матча достигали скорости около 30 км/ч.
Это был первый матч «Зимней классики» с участием команд «Оригинальной шестерки».
Специально к этому матчу компания «Рибок» выпустила винтажную форму для команд. Детройт играл в форме образца сезона 1926—1927, а Чикаго в комбинации форм сезонов 1936—1937 и 1937—1938.
Вратарь «Детройта» Тай Конклин проводил свой третий матч на открытом воздухе.

## Подготовка
«Ригли Филд» является бейсбольным стадионом, где уже более 90 лет играет клуб МЛБ «Чикаго Кабс».
Монтаж катка начался 16 декабря 2008 года. Так как сезон Главной бейсбольной лиги 2008 к тому моменту уже закончится, у рабочих было гораздо больше времени для подготовки площадки чем в прошлом году. Площадка расположена между первой и третьей базами.

## Изменения в правилах
НХЛ приняла решение что в середине третьего периода команды поменяются воротами. Это было сделано в связи с сильным ветром. Такое же правило действовало и в прошлогодней Зимней классике, но причиной тогда был сильный снег.

## Телевидение
Телевизионные трансляции игры вели каналы NBC — в США, CBC (на английском) и кабельный оператор «RDS» (на французском) — в Канаде, а также спутниковый канал NASN — на Европу. По сообщениям операторов передача стала самой популярной трансляцией НХЛ за последние 13 лет. Больше всего этот матч по телевизору смотрели в Чикаго и Детройте (что естественно), затем по телерейтингу идут такие хоккейные города, как Буффало, Сент-Луис, Питтсбург и Денвер, а вот потом почему-то следуют Провиденс, Индианаполис, Уэст-Палм-Бич и Орландо, что выглядит крайне странно, поскольку команд НХЛ в этих городах нет и не предвидится. Всего матч по телевизору посмотрело около 4,5 миллионов американцев. Это лучший показатель для матчей НХЛ за последние 34 года.

## Ход матча
Начало матча осталось за «Чикаго», хоккеисты которого выиграли первый период со счетом 3:1. Во втором период уже «Детройт» трижды поразил ворота соперника: дубль на счету Иржи Гудлера и гол россиянина Павла Дацюка.
К 4-й минуте третьего периода «Красные крылья» забили ещё 2 года и повели 6:3, а хозяева вынуждены были заменить голкипера Кристобаля Юэ на Николая Хабибуллина. Россиянин свою команду не подвёл, отразив все 13 бросков по своим воротам, но «Чикаго» смог забить только 4-й гол за 10 секунд до финальной сирены.
| 1 января 2009                                                                  | \| Чикаго Блэкхокс \| 4 : 6 (3:1, 0:3, 1:2) \| Детройт Ред Уингз \| \| Крис Верстиг — 03:24 Мартин Гавлат — 12:37 Бен Игер — 19:18 Данкан Кит — 59:50 \| Голы \| 09:50 — Микаэль Самуэльссон 21:14 — Иржи Гудлер 32:43 — Иржи Гудлер 37:17 — Павел Дацюк 43:07 — Брайан Рафалски 43:27 — Бретт Лебда \| | Ригли Филд — Чикаго |
| Чикаго Блэкхокс                                                                | 4 : 6 (3:1, 0:3, 1:2) | Детройт Ред Уингз |
| Крис Верстиг — 03:24 Мартин Гавлат — 12:37 Бен Игер — 19:18 Данкан Кит — 59:50 | Голы | 09:50 — Микаэль Самуэльссон 21:14 — Иржи Гудлер 32:43 — Иржи Гудлер 37:17 — Павел Дацюк 43:07 — Брайан Рафалски 43:27 — Бретт Лебда |

## Составы команд
| Детройт Ред Уингз | Детройт Ред Уингз         | Детройт Ред Уингз   | Детройт Ред Уингз |
| ----------------- | ------------------------- | ------------------- | ----------------- |
| Вратари           |                           |                     |                   |
| Номер             | Гражданство               | Имя                 |                   |
| 29                | Канада                    | Тай Конклин         |                   |
| 30                | Канада                    | Крис Осгуд          |                   |
| Защитники         |                           |                     |                   |
| Номер             | Гражданство               | Имя                 |                   |
| 3                 | Швеция                    | Андреас Лилья       |                   |
| 5                 | Швеция                    | Никлас Лидстрём     |                   |
| 22                | Соединённые Штаты Америки | Бретт Лебда         |                   |
| 23                | Канада                    | Брэд Стюарт         |                   |
| 24                | Соединённые Штаты Америки | Крис Челиос         |                   |
| 28                | Соединённые Штаты Америки | Брайан Рафалски     |                   |
| 55                | Швеция                    | Никлас Крунвалль    |                   |
| Нападающие        |                           |                     |                   |
| Номер             | Гражданство               | Имя                 |                   |
| 11                | Канада                    | Даниэль Клири       |                   |
| 13                | Россия                    | Павел Дацюк         |                   |
| 18                | Канада                    | Кирк Молтби         |                   |
| 26                | Чехия                     | Иржи Гудлер         |                   |
| 33                | Канада                    | Крис Дрэйпер        |                   |
| 37                | Швеция                    | Микаэль Самуэльссон |                   |
| 40                | Швеция                    | Хенрик Зеттерберг   |                   |
| 51                | Финляндия                 | Валттери Филппула   |                   |
| 81                | Словакия                  | Мариан Госса        |                   |
| 93                | Швеция                    | Юхан Франзен        |                   |
| 96                | Швеция                    | Томас Хольмстрём    |                   |

| Чикаго Блэкхокс | Чикаго Блэкхокс           | Чикаго Блэкхокс   | Чикаго Блэкхокс |
| --------------- | ------------------------- | ----------------- | --------------- |
| Вратари         |                           |                   |                 |
| Номер           | Гражданство               | Имя               |                 |
| 38              | Франция                   | Кристобаль Юэ     |                 |
| 39              | Россия                    | Николай Хабибулин |                 |
| Защитники       |                           |                   |                 |
| Номер           | Гражданство               | Имя               |                 |
| 2               | Канада                    | Данкан Кит        |                 |
| 7               | Канада                    | Брент Сибрук      |                 |
| 8               | Канада                    | Мэтт Уокер        |                 |
| 25              | Канада                    | Кэм Баркер        |                 |
| 33              | Соединённые Штаты Америки | Дастин Бафлин     |                 |
| 43              | Соединённые Штаты Америки | Джеймс Вишневски  |                 |
| 51              | Канада                    | Брайан Кэмпбелл   |                 |
| Нападающие      |                           |                   |                 |
| Номер           | Гражданство               | Имя               |                 |
| 10              | Канада                    | Патрик Шарп       |                 |
| 16              | Канада                    | Эндрю Лэдд        |                 |
| 19              | Канада                    | Джонатан Тэйвз    |                 |
| 22              | Канада                    | Трой Брауэр       |                 |
| 24              | Чехия                     | Мартин Гавлат     |                 |
| 28              | Канада                    | Крэйг Адамс       |                 |
| 32              | Канада                    | Крис Верстиг      |                 |
| 36              | Канада                    | Дэйв Болланд      |                 |
| 46              | Канада                    | Колин Фрейзер     |                 |
| 55              | Канада                    | Бен Игер          |                 |
| 88              | Соединённые Штаты Америки | Патрик Кейн       |                 |